# Johann Georg von Dewitz
Johann-Georg Karl Ludwig Emil von Dewitz (Regenwalde, 8 agosto 1878 – Kuglmoos, 8 febbraio 1958) è stato un diplomatico e politico tedesco, membro del Partito Popolare Nazionale Tedesco.

## Biografia
Apparteneva ad una famiglia aristocratica della Pomerania, e frequentò il ginnasio di Stettino. Fu compagno di studi di teologia e diritto di Otto von Feldmann all'Università di Berlino, dove ebbe come professori Rudolf Felix Joseph von Groote e Friedrich von Braun.
Frequentò poi l'Accademia militare di Berlino dalla quale uscì come tenente di fanteria e servì con un reparto del generale Otto von Below sul fronte italiano del Carso insieme agli austriaci; promosso capitano combatté poi sul fronte francese.
Nel 1918 venne congedato dall'esercito con il grado di maggiore e con l'Ordine militare di Massimiliano Giuseppe. Fu però invitato da Max Erwin von Scheubner-Richter a far parte dell'Abwehr fondato da Paul von Hindenburg ancora prima che prendesse il controllo l'ammiraglio Wilhelm Canaris.
Dal 1924 al 1928 fu membro del Reichstag per il Partito Popolare Nazionale Tedesco.

### Adesione al nazismo
Inizialmente vide con favore l'avvento del nazismo, e dopo la Rivoluzione di novembre fu eletto vicepresidente della Reichswehr, e appoggiò il Putsch di Kapp; successivamente fu mandato come console a Firenze presso Gottfried von Dryander, diplomatico contrario al nazismo, e von Dewitz fu influenzato alle tendenze di questi.

### Opposizione al nazismo
Quando Canaris fu nominato effettivamente comandante dell'Abwehr, von Dewitz si legò ad un folto gruppo di militari, politici e diplomatici di destra che vedevano il nazismo come una ramificazione al peggio dello stalinismo; tra questi spiccavano Hans Oster, Carl Goerdeler, Axel von Freytagh-Loringhoven, Ernst von Dobschütz, Fritz Günther von Tschirschky.
Von Dewitz non prese parte alla congiura di Oster che avrebbe portato all'assassinio di Hitler, ma grazie al suo ruolo di diplomatico, riuscì, insieme ad Erich Kordt, Ernst von Weizsäcker e Hans-Bodo von Alvensleben-Neugattersleben, ad ostacolare e censurare parte dei provvedimenti diplomatici mirati all'impianto delle camere a gas nei campi di concentramento fino al 1943, anno in cui von Dewitz presentò le proprie dimissioni dal Ministero degli Esteri.
Durante gli ultimi anni di guerra ebbe un importante ruolo nel fallimento delle operazioni del generale Erwin Rommel contro il Sudan e lo Yemen, grazie all'influenza del suo ex compagno von Feldmann. Ebbe poi un ruolo nella resistenza delle chiese evangeliche tedesche con Dietrich Bonhoeffer e Detlev von Arnim-Kröchlendorff; sua fu inoltre l'iniziativa del gruppo di militari prussiani antinazisti: Ludwig Meyländer genannt Rogalla von Bieberstein e Robert von Görschen. Dopo l'attentato ad Hitler fu posto agli arresti domiciliari.